# 국립순천대학교
국립순천대학교(國立順天大學校, Sunchon National University)는 대한민국의 전라남도 순천시에 위치한 국립대학이다. 약칭은 SCNU이다.
1935년에 우석 김종익에 의해 설립된 순천공립농업학교를 기원으로하여 1991년 국립 종합 대학인 '국립 순천대학교'로 승격되었다.
1946년에는 순천농림중학교로, 1951년에는 순천농림고등학교로, 이어서 1965년에는 5년제 순천농림고등전문학교로 개편되었다. 1972년 국립으로 이관되었다가 이듬해 2년제 순천농업전문학교로 개편되었다. 1979년 순천농림전문대학을 거쳐, 1982년 농학과 등 10개 학과를 개설하면서 4년제 순천대학으로 개편되었다. 1987년 석사과정의 대학원이 설치되었다. 1991년 농학부, 교육학부, 인문사회과학부, 공학부, 자연과학부 등 5개 단과대학을 갖춘 종합대학으로 승격되었다.
대학 본부는 순천시에 위치하고 있으며, 6개 단과대학과 5개 대학원으로 구성되어 매곡동과 삼산동 등지에 단과대학이 있다. 6개의 단과 대학과 64학과(부), 일반대학원 석사과정 4계열 55학과(부), 일반대학원 박사과정 3계열 43학과(부)으로 구성되어있다.
농업학교가 모체였던만큼 농업학과, 조경학과, 원예학과, 식물자원학과, 동물자원학과, 한약자원학과와 더불어 기초과학관련 학과가 상당히 큰 비중을 차지하고 있으며, 전국적으로 제대로 된 농업교육과를 가지고 있는 유일한 학교이며 두 명의 총장(허상만, 임상규)이 농림부 장관을 지냈을 만큼 농업에 관련이 깊다. 또한 사진예술학과, 만화애니메이션학과, 영상디자인학과가 있는 유일한 국립대이며 호남권의 산학협력중심대학 역할을 담당하고 있다. 2008년에는 세계연구중심대학 대형 과제에 지방 국립대로는 유일하게 선정되기도 하였다.

## 연혁

### 국립순천대학교의 기원
1935년 선각자 우석 김종익이 특지를 기부하여 순천공립농업학교로 개교하였다. 순천농림중학교(1946)-순천농림고등학교(1951)-순천농림고등전문학교(1965)-순천농림전문학교(1973)를 거쳐 대학의 편제인 순천농업 전문대학으로 승격, 고등교육기관으로 자리잡게 되었다. 1982년에 4년제 대학으로의 개편과 함께 농학과학과를 개설하였다. 1987년에 등 10개 석사과정의 대학원이 설치되었으며, 1991년에 5개 단과대학을 갖춘 종합대학으로 승격 되었다. 이후 발전을 거듭하여 교육대학원, 산업대학원, 경영행정대학원, 정보과학대학원을 설치하였으며, 대학원에 박사과정이 설치되었다. 1994년에는 포항제철로부터 지역 인재양성을 위해 100억원을 기부 받아 재단법인 순천대학교학술장학재단을 설립하였고, 1998년에는 평생교육원을 설립하여 영농교육원, 어학원과 함께 지역민 재교육 기관으로서 지역발전에 기여하고 있으며, 2001년에는 도서관과 정보전산원을 개원하고 전자도서관을 구축하여 지식정보원으로서 역할을 수행하고 있다. 국립대학 내부혁신 평가에서 44개 국립대학중 10개 우수대학에 선정되었다. 대학 개혁과 내부혁신에 박차를 가하여 농림계 특성화 대학 지정, BK 21사업자 지정 등 많은 국책사업의 수행기관으로 선정되었고,2000년에는 교육인적자원부의 재정지원평가에서 전국 182개 대학중 종 합 17위를 차지하였으며, 국립대학 내부혁신 평가에서 44개 국립대학중 10개 우수대학에 선정되었다.2002년에는 국립대학 자체발전계획 추진 실적평가에서 교육 및 연구부문의 성과 분야에서 우수대학으로 선정되었다.

### 국립순천대학교의 약칭
국립순천대학교의 한글 약칭인 순대는 충남 아산시에 위치한 사립 대학 순천향대학교의 약칭과 똑같이 사용되고 있으며, 영문 약칭인 SNU은 서울대학교와 구분하기 위해서 SCNU를 사용하게 되었다.

### 대학 평가
- 2015년: 대학구조평가 결과, A등급[9]
- 2018년: 교육부 대학기본역량진단평가 결과, 역량강화대학 선정[10]
- 2019년: 대학⋅전문대학 혁신지원사업 역량강화형 선정결과(일반대) 역량강화형 분류[11]
- 2021년: 교육부 대학기본역량진단평가 결과, 일반재정지원대학 확정
- 2023년: 교육부 글로컬대학30 본지정 평가 결과, 최종 선정 10개교 선정

|  | - 우석 김종익 |

|  | - 초대교장 정전미희 - 이대교장 강전현무 - 삼대교장 송재철 |

|  | - 사대교장 김동호 - 오대교장 곽판주 - 육대교장 김동석 |

|  | - 칠대교장 유용길 - 팔대교장 박형열 - 구대교장 김수현 |

|  | - 고전초대교장 신병식 - 고전이대교장 심상필 |

|  | - 고전삼대.전문초대학장 이상래 |

|  | - 초대 학장 이상래 - 2대 학장 박명규 - 3대 학장. 초대 총장 김진호 | - 2대 총장 최덕원 - 3대 총장 허상만 - 4대 총장 김재기 - 5대 총장 장만채 - 6대 총장 임상규 - 7대 총장 송영무 - 8대 총장 박진성 - 직무대행 성치남 - 9대 총장 고영진 - 직무대행 강의성 - 10대 총장 이병운 |

## 캠퍼스

### 순천캠퍼스
순천캠퍼스는 1935년 우석 김종익 선생이 민족의식 계몽과 인재 양성을 위해 학문의 도장이 될 현 부지를 기부해 순천공립농업학교로 개교해 순천농림중학교(1946년), 순천농림고등학교(1951년), 순천농림고등전문학교(1965년), 순천농림전문학교(1973년)를 거쳐, 1979년 대학의 편제인 순천농업전문대학으로 승격, 고등교육기관으로 자리잡았다.

순천대학교 인문예술대학

순천대학교 공과대학

1982년 4년제 대학으로의 개편과 함께 농학과 등 10개 학과를 개설, 1987년에는 석사과정의 대학원이 설치, 1991년에 5개 단과대학을 갖춘 종합대학교로 승격됐다.
부속시설로 70주년 기념관, 도서관, 박물관, 정보전산원, 학생생활관, 평생교육원, 영농교육원, 언론사, 어학원, 공동실험실습관, 고시원, 과학영재교육원, 생활체육지도자연수원, 산학협력단, 여대생커리어개발센터가 설치되어있으며, 연구시설은 총 21기관으로 지역개발연구소 농업과학연구소 기초과학연구소 공업기술연구소 남도문화연구소 사회과학연구소 중소기업경영연구소 유용천연자원연구소 유전공학연구소, 환경 및 도시문제 연구소, 생활체육연구소, 식품산업연구소, 고분자화학연구소, 나노기술센터, 산업폐기물소재화 연구센터, 초고속정보통신연구소, 나노소재물성평가연구단, 과학교육연구소, 전남실버복지연구센터, 공공서비스혁신연구센터가 전남 동부권의 도시 및 지역사회의 개발을 위한 정치ㆍ경제ㆍ사회ㆍ문화ㆍ교육ㆍ법률ㆍ환경 및 공간체제 등의 제분야를 종합적으로 분석하여 그 발전 모형을 연구 평가함을 목적으로 설치되어있다.

국제교류로는 세계 15개국 45개 대학 및 2개의 교육기관과 네트워크를 형성하고 있다.
2023년 기준 사범대학, 인문예술대학, 공과대학, 사회과학대학, 약학대학, 생명산업과대학, 미래융합대학, 본부직속(첨단부품소재공학과, 자유전공학부)로 운영되고 있다.

#### 의과 대학
1996년 '의과대학 및 한의과대학 설립 타당성 연구'를 시작으로 2001년 '순천대 한의과대학 설립 타당성 연구', 2011년 '유망학과 신설 타당성 연구' 등의 연구들을 토대로 의과대학 유치를 통해 보건의료서비스 소외지역인 전남동부지역에 양질의 의료 서비스를 제공하기 위하여 2012년 12월에는 순천대 의과대학 설립추진위원회 발족, 2013년 2월 7일부로 순천대학교는 '의과대학설립추진본부'를 구성하여 의과 대학 설립을 위하여 현재 의과대학 유치 범국민 지지서명 운동을 펼치고 있다.
2017년 8월 교육부가 학교법인 서울시립대와 삼육학원이 제출한 서남학원 정상화 계획을 반려함에 따라 폐교 위기에 처해있는 서남대 의대를 받아들이기 위해 순천대와 목포대가 경쟁을 벌이고 있다. 순천대와 순천시는 전국 16개 광역자치단체 중 유일하게 전남에만 의과대학이 없고, 순천은 서남대가 소재한 남원시와 인접해 있는 점, 100만명의 주변 인구 규모, 여수와 광양 국가산단에서 발생하고 있는 산업재해 등 현실적 종합 근거를 제시하며 순천대 의대 유치의 당위성을 주장하고 있다.

### 광양캠퍼스
순천대학교에서는 공과대학 이전을 필두로 광양캠퍼스 건립을 추진중이며 지방자치단체 및 시민단체와 의견을 조율하고 있었지만 사실상 무산되었다. 이후 글로컬대학30 사업 선정을 계기로 광양지산학캠퍼스를 재추진하고 있다.

## 부속 시설

### 도서관
순천대학교 도서관은 현재 약 80만여 권의 장서를 보유하고 있으며, 순천캠퍼스의 중앙에 위치하고 있다.
1979년 개설된 이래 교수와 학생의 학문연구와 학습에 필요한 각종 자료들을 수집, 제공해 왔으며, 1992년 전면개가제를 실시하여 보다 효율적인 자료이용시스템을 도입했으며, 1996년 웹기반 학술정보시스템을 도입하여 소장 자료의 데이터 베이스 구축을 완료하였다.

순천대학교 도서관 야경

2001년 12월에는 급격히 증가하는 소장자료 및 다양한 학술정보의 효율적 관리와 이용자 서비스를 위하여 증설 개관하였다. 현재는 E-mail목차서비스(SDI), 원문복사서비스, VOD서비스 등 IT기술과 멀티미디어를 이용한 다양한 정보제공 등 전자도서관 구축을 하고 있으며, 이용자의 다양하고 전문화된 정보요구에 부응하고 시대의 흐름에 편승하는 이용자 중심의 서비스 체계를 구축하여 교수와 학생들의 학문 연구 및 학습을 충실히 지원하는 역할을 하고있다.
1979년 순천농업전문대학 도서관으로 개관한 이래, 1982년 순천대학 도서관으로 개편, 1989년 신축 이전 개관, 1991년 순천대학교 도서관으로 개편, 1991년 제 43 차 국립대학교 도서관 협의회 총회 개최, 1992년 자료실 개가제 실시, 1995년 주전산기 도입, 1996년 학술정보시스템 가동, 1996년 제 27 차 도서관 · 정보학 학술세미나 개최, 1997년 도서관 증축, 1998년 인터넷 온라인 서비스 제공, 2001년 무인 도서대출 및 반납기 도입, 2001년 전자정보실 개실, 2001년 학술정보원 증축 개원, 2004년 도서관으로 명칭 변경, 2007년 단과대학(학과) 담당사서제 실시. (학술정보지원팀, 학술정보서비스팀으로 조직개편)을 거쳐왔다.

### 박물관
순천대학교 박물관은 현재 7,400여 점에 달하는 유물을 소장하고 있으며, 주요 전시실로는 이 지역 유적지에서 발굴한 유물을 전시한 '백제·신라 유물 전시실', 매천 황현 선생의 고문서를 전시한 '강운 최승효 기증실', 검단산성을 재현한 '검단산성 특별전시실' 등이 있다. 순천대학교 박물관은 1987년 9월 개정 순천대학 학칙에 의거 '순천대학 부속 박물관'란 명칭으로 당시 전라남도 동부지역 최초의 박물관으로 설립되었다. 설립 목적은 고고·인류·역사·민속·예술·자연과학 및 향토문화의 문화적 가치가 있는 자료를 수집·보존·전시하여 교직원 및 학생들에게 연구자료를 제공·관람하게 하여 학술연구에 도움을 주기 위함이다.1991년 종합대학 승격으로, 국립대학 설치령에 의하여 '순천대학교 박물관'으로 명칭을 변경하였으며, 1999년에 강운 최승효 유족으로부터 총 6000여 점의 문화재를 기증받아 소장량을 늘렸으며, 이후 꾸준한 유적조사와 함께 박물관 문화강좌, 상설전시관을 운영하고 있다.

#### 전시관 및 주요 소장품
전시실·수장고·보존처리실·자료실·정리실 등으로 이루어지며, 넓이 135m2의 전시실은 고고전시실과 강운전시실로 나뉜다. 고고전시실에서는 전라남도 동부지역의 유물이 전시되어 있고, 강운전시실에는 고(故) 강운 최승효 유족으로부터 기증받은 총 6,000점의 문화재가 전시되어 있는데, 주로 조선과 근대의 각종 서화작품을 비롯하여 여러 고문서, 교과서 등 다양한 장르의 자료들이 전시되어 있다. 소장품은 금속류 338점, 목죽류 85점, 토도류 378점, 옥석류 39점, 서화류 5,292점, 민속 727점, 기타 644점이다. 중요 유물로는 백제시대의 장신구인 모자곡옥(母子曲玉), 식기인 똬리병, 농기구인 목제삽, 조선 중기의 화가인 해남 윤덕희(尹德熹)의 《송하노승도(松下老僧圖)》 등이 있다. 학술활동으로는 《순천시의 문화유적》(1992), 《순천 조례동 신월 유적》(1997), 《임진왜란이 남긴 호남의병항쟁사》(2001) 등 50여 권의 학술총서를 발간하고, 백제 고도문화권 문화유적 학술조사, 순천시 문화유적 학술조사, 여수 신월동 아파트 신축부지 지표조사, 광양국가산업단지 문화유적 지표조사 등을 실시하였다. 순천대 종합박물관이 8일 오전 3시 문을 연다. 위치는 순천대 교내 70주년기념관 옆. 지하 1층·지상 3층 규모(연면적 5864m2)다. 이곳에 전남 동부지역의 구석기시대부터 조선시대에 이르는 주요 유물 1500여점이 전시실 3곳에 비치됐다.

### 학생 생활관
순천대학교 학생 생활관은 처음 1978년에 순천농업전문대학 학생기숙사(난봉관)로 개사 하였으며 당시 수용 인원은 78명이었다.
이후, 1982년 순천대학 학생기숙사로 개편하였고, 1988년 수용 인원 240명인 형제관과 학생 생활관 관리동을 준공하였다. 학생 생활관 관리동에는 학생 생활관 관리 이외 식당 및 복지시설이 운영되고 있다. 1991년 순천대학교 학생기숙사로 개편한 뒤, 1994년 수용 인원 228명인 청운관을 개사한 뒤 이후, 2001년에 순천대학교 학생생활관으로 명칭 변경하였다. 그 뒤로, 2002년 총 수용 인원 548명인 향림관 3개동 준공, 2008년 BTL 생활관이라 불리는 수용 인원 512명인 창조관, 수용 인원 514명인 진리관 및 BTL관리동을 준공하였다. BTL관리동에는 BTL 생활관 관리 이외 식당 및 복지시설이 운영되고 있다. 그 해에 형제관은 폐관되었다. 2018년 1월 순천대학교 BTL 기숙사인 웅지관이 새롭게 준공되었다. 2023년 기준, 남자는 청운관, 향림관 창조관, 웅지관를 사용할 수 있고, 여자는 향림관, 진리관, 웅지관을 사용할 수 있다.

### 70주년 기념관
국립순천대학교는 개교 70주년을 기념하기 위해 2003년 7월 총 사업비 86억원을 투자해 개교 70주년 기념관 건립사업을 시작했다. 70주년 기념관은 국제학술행사, 문화행사, 예술행사를 할 수 있는 다목적 복합 건물로 지하1층, 지상3층, 총 면적 6,425m2(1,943평)로 건립됐다. 지하 1층에는 농협, 국제교류센터, 지상 1층에는 국립순천대학교 역사 자료실과 대규모 행사를 위한 433석 규모의 우석홀, 동창회실, 전시실이 위치해 있다. 또한 지상 2층에는 동시통역시설이 완비된 121석 규모의 학술행사용 대회의실과 중회의실, 지상 3층에는 중,소회의실, 교직원식당, 카페 등이 구비돼 있다. 우석홀이라 부르기도 하며, 지역주민들을 위한 여러 가지 프로그램을 운영하고 있다.

### 평생 교육원
국립순천대학교 평생 교육원은 1998년 지역민의 자아실현 및 지식추구 욕구를 충족시킴은 물론 삶의 질 향상을 위한 열린 교육ㆍ평생학습 사회를 구현하며, 새로운 지식과 정보를 다양한 요구 계층에 제공하여 건전한 지역문화 창달에 이바지 하고자 함을 목표로 설립되었으며, 영농교육원, 어학원과 함께 지역민 재교육 기관으로서 지역발전에 기여하고 있다.

### 국제문화컨벤션관
국제문화컨벤션관은 2011년 신규 국가사업으로 사업에 대한 설계현상 공모를 거쳐 2011년 12월에 실시설계를 완료했다. 국제문화컨벤션관은 2012년 10월부터 신축 공사를 시작해 지난해 9월까지 600일의 기간을 거쳐 완공됐다. 2015년 4월 17일 개관하여 두 개의 건축물이 하나로 연결된 구조로 국제컨벤션 시설, 디지털문화콘텐츠지원 시설, 국제교류관으로 구성돼 있다. 컨벤션시설은 산학협력 성과물의 전시·홍보를 할 수 있는 범민홀과 국내·외 행사지원이 가능한 파티션룸 등으로 이뤄졌다. 또 디지털문화콘텐츠 지원 시설은 연구실, 강의실을 비롯해 세미나실, 강당이 구비돼 있다. 국제교류관은 게스트하우스 26실과 150명 이상을 수용할 수 있는 구내식당, 접견실, 강의실, 휴게실 등이 갖춰져 있다. 한편, 혁성실업(주) 황의빈 회장이 국제문화컨벤션관에 사용하도록 3억 원의 발전기금을 기탁하여 개관식과 함께 국제문화컨벤션관 내에 황의빈 회장의 호를 붙인 '범민홀'이 있다.
2015년 1월 창업선도대학으로 최종 선정된 이후 국립순천대학교에서는 국제문화컨벤션관 내에 창업지원단을 구성하였으며 창업보조, 창업교육, 멘토링 및 컨설팅 등과 같은 다양한 사업과 프로그램을 수행하여 전남지역에 창업문화가 확산하고 체계적인 창업지원체계가 구축되도록 지역의 창업자와 예비 청년 창업자들을 돕고있다.

### 국제교류교육본부
국립순천대학교 국제교류교육본부는 크게 국제교류팀과 언어교육팀으로 구성되어 있으며 국제교류팀은 국제심포지엄, 국제교류학술세미나, 학술교류협정(MOU) 체결, 해외파견 (단기, 중기, 장기, 인턴십), 버디프로그램, 학습튜터, 외국인 유학생 관리, 외국인 교환학생 관리, 한국어연수과정 운영, 한국어자비유학생 모집 및 관리 등을 담당하고 언어교육팀은 학부 실용영어 영어회화 담당(강좌 개설, 외국인관리, 학생상담), 어학원 영어회화, 일본어회화,중국어회화 개설 및 강좌운영, 영어권 외국인 강사 선발 및 관리, 학내 어학관련 프로그램 개발 및 운영, 모의토익(월 1회/년 12회) 실시, 학내 어학관련 위탁교육실시, 시민을 위한 각종 어학강좌 개설 및 운영, 비즈니스영어(학부), 실용영어토플, 실용영어 토익스피킹 운영을 담당하고 있다. 또한 전라도권에서 유일하게 '외국인 유학생 유치·관리 역량 인증대학'에 선정되어 외국인 유학생 관련 정부 재정지원사업 우대, 정부주관 각종 유학 관련 박람회 참가 등의 혜택을 받으며 이외에도 타 대학에 비하여 사증발급 심사기준이 낮고 국내외 대학 및 교육기관에 정부 인증 외국인 유학생 유치 및 관리 인증 대학임을 공인받았다.

### 인재개발본부
인재개발본부는 학생들의 자기계발 및 진로설정을 돕고 성공적인 취업을 도모하기 위해 저학년 때부터 심리검사, 취업교과목운영, 향림취업향상포인트를 활용한 체계적인 경력관리, 취업추천 등 다양한 경력개발 및 취업지원 프로그램을 운영하고 있으며 대기업 및 광양만권 기업과 우수인재 양성 및 채용을 위한 맞춤형 인재양성 협약을 맺어 활발한 취업환경 구축을 위해 기여하고 있다.

#### 향림취업향상포인트
향림취업향상포인트는 학생들에게 저학년 때부터 체계적인 취업준비를 동기부여하기 위한 프로그램으로, 대학교 입학 후 취업준비활동(사회봉사, 자격증취득, 외국어학습, 해외연수 등)에 대해서 일정점수 포인트를 부여하고 취득한 포인트는 학생들이 많은 관심을 보이는 장학생, 해외 연수생, 생활관생 선발시 반영함으로써 학생들의 취업준비 활동에 동기를 부여하고 나아가 학생들의 취업을 돕기 위한 제도이며 대학생활 중에 다양한 경험을 쌓은 학생들에게 보다 많은 혜택을 주기위해 학기별 장학생 선발시 30%, 해외연수생 선발시 20%, 학생생활관생 선발시 30% 반영되는 만큼 선발 시 큰 부분을 차지하며 향림취업향상포인트를 많이 쌓은 학생들에게 장학금을 지급하기도 한다.

### 여성커리어개발센터
여대생커리어개발센터는 여대생이 지속적으로 경제활동을 할 수 있도록 평등한 젠더의식을 강화하고 직무능력을 향상시키며 커리어를 개발하자는 취지로 2007년 설립되었다. 청년여성이 지역사회의 핵심 경제활동 인재로서 지속적으로 성장해갈 수 있도록 다양한 훈련과 교육 프로그램을 제공하고 사회의 인재로서 여성의 학력과 역량은 점차 커지고 있지만 뿌리깊은 성차별적 문화로 다양한 분야에서 리더십을 발휘하기 쉽지 않고 지속적으로 취업을 하는데 어려움이 있는 여성들의 취업을 돕는 일을 한다. 전남 지역 유일한 청년여성경력개발지원사업 수행기관으로 지정된 전국 13개 대학 중 하나로 여성가족부 주관 '여대생경력개발지원사업(전 여대생커리어개발지원사업)'에 선정되어 여성가족부와 전라남도, 순천시의 든든한 지원을 받고 여학생들이 직업적 경력을 지속적으로 쌓아 사회에 기여할 수 있도록 다양한 프로그램을 제공한다.

### 부설 어린이집
캠퍼스 내의 중앙 도서관 옆에 위치해있으며, 2017년 3월 2일 개원하여 약 30명의 원아가 다니고 있다. 입소 우선 1순위로는 기초수급자, 한부모가정, 차상위계층, 장애인의 자녀, 아동복지 시설에서 생활 중인 영유아 외에 1일 8시간, 월 20일 이상 일하는 맞벌이 부부(직업훈련생, 대학원생 등)를 포함한다.

## 학생 활동

### 학생 문화

#### 독수리 마크
2009년 익명의 학생이 '순천'이라는 글자와 국립순천대학교의 상징인 '독수리'를 조합하여 독수리의 모양에 순천이란 글씨가 보여지도 만든 마크이다. 국립순천대학생이라면 허락없이 누구든지 원본 혹은 변경하여 사용할 수 있으며 현재는 동물자원학과 및 몇몇 학생들 사이에서 과잠을 만들 때 정도로 사용되고 있다.

### 학생자치기구
국립순천대학교 총학생회는 생명산업대학학생회, 총학생회, 사회과학대학학생회, 인문예술대학학생회, 공과대학학생회, 사범대학학생회, 약학대학학생회, 여학생회, 예비역협의회로 구성되어있다.
국립순천대학교 총동아리연합회는 특별자치기구이다. 

### 백준 온라인 저지
백준 온라인 저지(BOJ)는 알고리즘 문제 풀이 서비스를 제공해주는 국내에서 규모가 가장 큰 웹사이트로 학교/회사 별 랭킹에서 1위는 서울대학교, 2위는 경기과학고등학교, 3위는 KAIST, 그 뒤로 연세대학교, 고려대학교, 성균관대학교, 삼성전자 순이며 순천대학교는 2017년 8월 20일 기준 108위이다. 그 뒤로 건국대학교, Georgia Tech, 동덕여자대학교, 이화여자대학교, 창원대학교, 공주대학교, 호남대학교, 한남대학교, 삼육대학교, 중앙대학교, 동국대학교, 덕성여자대학교, 한경대학교, 홍익대학교, 제주대학교, 명지전문대 등이 뒤 따르며 BOJ안에는 순천대학교 컴퓨터관련 학과 모임 그룹이 존재한다.

### 국립순천대학교 대나무숲
대나무숲은 페이스북에서 익명으로 글을 올릴 수 있는 페이지를 일컫는다. 국립순천대학교 대나무숲은 2017년 8월 20일 기준 팔로워는 9천명이다.

### 지역 커뮤니티
국립순천대학생들이 주로 활동하는 지역 커뮤니티는 주변 지역 대학생들의 모임인 순천/광양/여수 대학생 모여라!와 지역 외국인과 친목 도모를 하는 Korean&Foreigner Group이 있다. 국립순천대학교 부근, 순천여자고등학교, 연향동 지역에서 매주 목, 금, 토에 2시간 정도하는 모임이 진행되고 있다.

### 동아리 활동
국립순천대학교 중앙동아리는 총 41개의 중앙동아리, 6개의 분과로 구성되어 있다.
1. 문예분과(9)
- 크레파스, P&B, 문외한, 향림다회, 사진예술회, 하늘, 보드피아, JB, 필름
2. 봉사분과(8)
- YMCA, 너와다려, 봉동이, 쓰담쓰담, IYF, 하모니, 새순, 도담
3, 음악분과(8)
- 뮤즈그린비, 석공, 메아리, 리스펙, 커튼콜, UCDC, 터울, 프레스토
4. 체육분과(6)
- 산악회, 다이아몬즈, 향림테니스, PEDAL, 굴리세, SCNU-B
5. 종교분과(7)
- CCC, DSM, SFC, ESF, 연, 가톨릭학생회, 인터콥
6. 학술분과(2)
- 순바시, 책갈피
신규동아리를 등록하기 위해서는 총동아리연합회에 문의하면 된다. https://scnuclub.modoo.at/<홈페이지>

## 교내 언론
《순천대 방송국》은 1965년 순천고등농림전문학교 방송실 설치를 시작으로, 1982년 순천대학 방송실 개편 (S.C.B), 1984년 순천대학 방송국으로 개편, 1984년 호남지역 대학 방송인 연합회 가입, 1986년 방송국 동우회 결성, 1986년 호출부호 변경 (S.U.B), 1988년 음악감상실 신설, 1993 TV방송을 개국 및 시작하였고, 2002년에 순천대학교방송국 인터넷방송을 개국하였다. 그리고 1984년 제 1회 S.C.B 방송제, 1986년 제 3회 향림가요제, 1988 제1회 신입생 환영방송제, 1989년 제2회 신입생환영방송제, 2002년 제12회 신입생방송축전 등을 개최하였으며, 1996년 순천대학교 홍보프로그램, 2000년 순천대학교 홍보비디오, 2004년에 신입오리엔테이션 기획영상인 "대학생활" 등을 제작하였다. 수상으로는 1989년 호방연 방송작품 콘테스트 대상수상 "판소리 가락따라", 1990 제1회 음악감상제, 1995 KBS 대학방송작품콘테스트 그리운날 향기로(기획상), 여중창 주장야(연기상,기술상)을 수상 한 바있다.
대학신문으로는 년 17회 격주 8면으로 발행하는 《순천대 신문》과 년 4회 발행하는 영자 신문《The Sunchon Phoenix》가 있다.

## 동문회

### 총동창회

#### 연혁
```
1967. 5. 순농 동창회 회칙 성안. 동창회 발기
1969. 5. 순천농림고등학교 동창회(약칭: 순농 동창회) 발족
초대 동창회장 김영규 (순농 1회)
1973. 3. 고 우석 김종익 선생 송덕기념비 건립
1974년 10월 2대 회장 임갑인 (순농 1회)
1975. 5. 동문장학기금 모금 사업추진
1979. 3. 재학생 동문장학금 지급 개시
1980. 5. 고 송재철 교장 송덕비 건립
1984. 5. 향림 동창회로 개칭
1985. 5. 순농 • 순천대학 총동창회로 개칭
1987년 5월 3대 회장 장대영 (순농 4회)
개교 50주년 기념비 건립
1990. 2. 순농 • 순천대학 동창회보 창간 (계간)
동창회 연락사무소 개소 (모교 본관 3층)
1991년 5월 4대 회장 최규도 (순농 8회 - 여수 호남병원장)
1996. 3. 순농 • 순천대학교 총동창회로 개칭
1997년 5월 5대 회장 신윤식 (순농 16회 - (주)하나로통신 사장)
1998년 5월 6대 회장 김진호 (순농 15회 - 전 순천대 총장)
동문 인명록 발간 사업추진. 자랑스러운 동문상 제정
2000. 5. 순천대학교 총동창회로 개칭
2001년 5월 7대 회장 윤형두 (순농 16회 - 종합출판 범우사 대표)
2002. 5. 순천대 인명록 발간
2003년 5월 8대 회장 박관수 (순농 18회)
개교 68주년 기념 총동문회 한마당 큰잔치 (주관: 순농 25회)
2005년 5월 9대 회장 장석모 (순농 21회)
개교 70주년 기념 총동문회 한마당 큰잔치 (주관: 농림고등전문 1회)
순천대학교 개교 70주년 기념관 1층 흉패 제작
2007년 5월 10대 회장 한이춘 (순농 25회)
2009년 5월 11대 회장 허신행 (순농 24회 - 전 농림부장관)
2009. 9. 국립 순천대학교 발전방안 시민토론회 개최
2010. 5. 순천대학교 총동창회 한마음 문화행사 (주관: 농림고등전문 6회)
```

## 설치 과정

### 학부
총 6개의 단과대학과 51개의 학과(부)가 설치되어있다.
|  | - 식품공학과 - 식품영양학과 - 조리과학과 - 간호학과 - 동물자원과학과 | - 산업기계공학과 - 한약자원학과(자원식물개발특성화) 보관됨 2016-04-05 - 웨이백 머신 - 한약자원학과(한약자원특성화) 보관됨 2016-04-05 - 웨이백 머신 - 농업경제학과 - 조경학과 | - 산림자원학과 - 웰빙자원학과 - 원예학과 - 생물환경공학과 - 식물의학과 |

|  | - 약학과 |

|  | - 무역학과 - 법학과 보관됨 2016-04-05 - 웨이백 머신 - 행정학과 - 경제학과 - 회계학과 - 경영학과 | - 물류학과 - 소비자학전공 - 사회복지학전공 |

|  | - 사학과 - 철학과 - 중어중문학과 - 일본어일본문화학과 - 문예창작학과 | - 사회체육학과 - 피아노학과 - 사진예술학과 | - 영상디자인학과 - 만화애니메이션학과 - 패션디자인학과 |

|  | - 기계공학과 - 컴퓨터공학과 - 토목공학과 - 환경공학과 - 미래전략신소재공학과 | - 고분자공학과 - 화학공학과 - 멀티미디어공학과 - 정보통신공학과 - 융합산업학과 보관됨 2016-04-05 - 웨이백 머신 | - 기초의화학부 - 신소재공학과 - 우주항공공학과 - 전기공학과 - 전자공학과 | - 건축학부 보관됨 2016-04-05 - 웨이백 머신 |

|  | - 국어교육과 - 사회교육과 - 영어교육과 | - 농업교육과 - 수학교육과 - 컴퓨터교육과 | - 물리교육과 - 화학교육과 - 환경교육과 | - 교직과 |

### 대학원
| 순천대학교 대학원 목록                                                             |
| ---------------------------------------------------------------------------------- |
| - 일반대학원 - 교육대학원 - 산업대학원 - 경영행정대학원 - 사회문화예술대학원 \| \| |
|                                                                                    |

#### 인쇄전자공학과
순천대학교 일반대학원 인쇄전자공학과 보관됨 2016-04-05 - 웨이백 머신는 2008년 교육과학기술부에서 공모한 WCU(World Class University)사업 1유형에 선정되어, 2009년 세계 최초의 인쇄전자분야 특성화 대학원 학과로 설립되었으며, 2013년 미래창조과학부의 BK21PLUS(Brain Korea 21 Program for Leading Universities & Students) 글로벌인재양성형 사업에 선정된 학과이다. 인쇄전자기술을 활용하여 다양한 차세대 전자소자 및 재료를 설계하고 생산할 수 있는 능력을 교육하는 학제간 융합 학과로써 인쇄전자를 효율적으로 교육하고 실습하기 위해 전자, 물리, 화학, 재료 및 기계분야의 국내 교수 및 해외 석좌 교수진으로 구성되어있다.

## 국제 교류
국제교류로 세계 21개국 81개 대학 및 교육기관(2011년 기준)과 네트워크를 형성하고 있다.

### 교류 대학 현황
- 뉴질랜드

|  | - Christchurch College of English - Sprott-Shaw Community College - Vision College - Cornell Institute of Business & Technology |

- 타이완

|  | - National Taiwan University - National Taitung University 보관됨 2007-09-30 - 웨이백 머신 - Chaoyang University of Technology - National Training Institute for Farmers Organizations - Jiwen Techonology University |

- 독일

|  | - University of Hamburg |

- 러시아

|  | - Buryat State University |

- 캐나다

|  | - Sprott-show Community College - University of Canada Wes |

- 핀란드

|  | - Central Ostrobothnia University - University of Oulu |

- 뉴질랜드

|  | - Christchurch College of English - Vision College - Cornell Institute of Business & Technology |

- 에스토니아

|  | - Tallinn University |

- 영국

|  | - Sheffield University, ELTC |

- 오스트리아

|  | - University of Innsbruck |

- 브리야트

|  | - Buryat State University |

- 미국

|  | - The University of Oklahoma - University of Arkansas - University of Missouri - Columbia - University of Southern California - Central Washington University - Arizona State University - Louisiana State University - Whatcom Community College - University of Idaho - Seattle Pacific University - University of English as a second Language Program Central Washington University - Arizona State University, ESL Center - Louisana State University, ELOP - Whatcom Community College | - Seattle Pacific University, American Cultural Exchange - University of Gerogia, Athens - California State University, Sacramento - Iowa State University |

- 몽골

|  | - Mongolian State University of Agriculture - Health Sciences University of Mongolia |

- 베트남

|  | - Hanoi University of Technology 보관됨 2008-11-21 - 웨이백 머신 - Hanoi National University of Education |

- 인도

|  | - Jawaharlal Nehru University |

- 일본

|  | - University of Miyazaki - Oita University - Beppu University - University of the Ryukyus - Shinshu University - Kyushu University - School of Agriculture Kyushu University - Osaka Prefecture University - Akita Prefectural University |

- 중국

|  | - University of Science and Technology of China - Guangxi Normal University - Ningbo University - Qinghai Normal University - Hebei Normal University - Hebei University of Science and Technology 보관됨 2006-06-13 - 웨이백 머신 - Shanghai University of Traditional Chinese Medicine International Education College - Yanbian University 보관됨 2021-02-19 - 웨이백 머신 - Chinese Academy of Sciences 보관됨 2004-03-25 - 웨이백 머신 - China Agricultural University - Xi'an University of Architecture&Technology - Shanghai Institute of Foreign Trade - Guangxi Normal University | - Shanghai University of Science and Technology - Institute of Botany Chinese Academy of Science - The Hong Kong University of Science and Technology - Southwest Forestry University - Yunnan North America College - Shandong Normal University - Ningbo International School - Tsinghua University - Huajia University - Zhejiang Sci-Tech University - Jirin Agriculture University |

- 캄보디아

|  | - Royal University of Phnom Penh |

- 타이

|  | - Chandrakasem Rajabhat University |

- 필리핀

|  | - University of the Philippines, Diliman - Xavier University - Talac State Unviersity - Ramon Magsaysay Technological University - Bataan Peninsula University - Saint Louis University - Cebu Doctor's University - Asia Pacific College - De La Salle University - Emilo Aguinnaldo College - Carthel College - University of St La Salle |

- 호주

|  | - The University of Queensland - The University of New South Wales - Victoria University |

### 글로벌 학위 프로그램
글로벌학위 프로그램은 순천대학교 학사 3년+미주리대 석사 2년을 연계하는 것으로 5년만에 순천대 학사학위, 미주리대 석사학위를 취득할 수 있는 프로그램이다. 또한 2017년부터 미주리 대학교 대학원에 입학하는 순천대학교 졸업생은 미주리 대학교로부터 장학금을 지원받는다.

#### 대학 순위
순천대학교는 URAP World University Rankings에 따르면 세계에서 1351위(2013), QS World University Rankings (2013/14)에 따르면 아시아에서 201위(2013/14), 4ICU World University Rankings에 따르면 36위(2013), 그리고 Ranking Web of Universities에 따르면 2016년 국내 58위, 아시아 433위, 세계 2138위이다.

## 같이 보기
- 대한민국의 국립 대학 목록
- 대한민국의 대학 목록
- 대한민국의 교육